# 야마구치 우편국 (기후현)

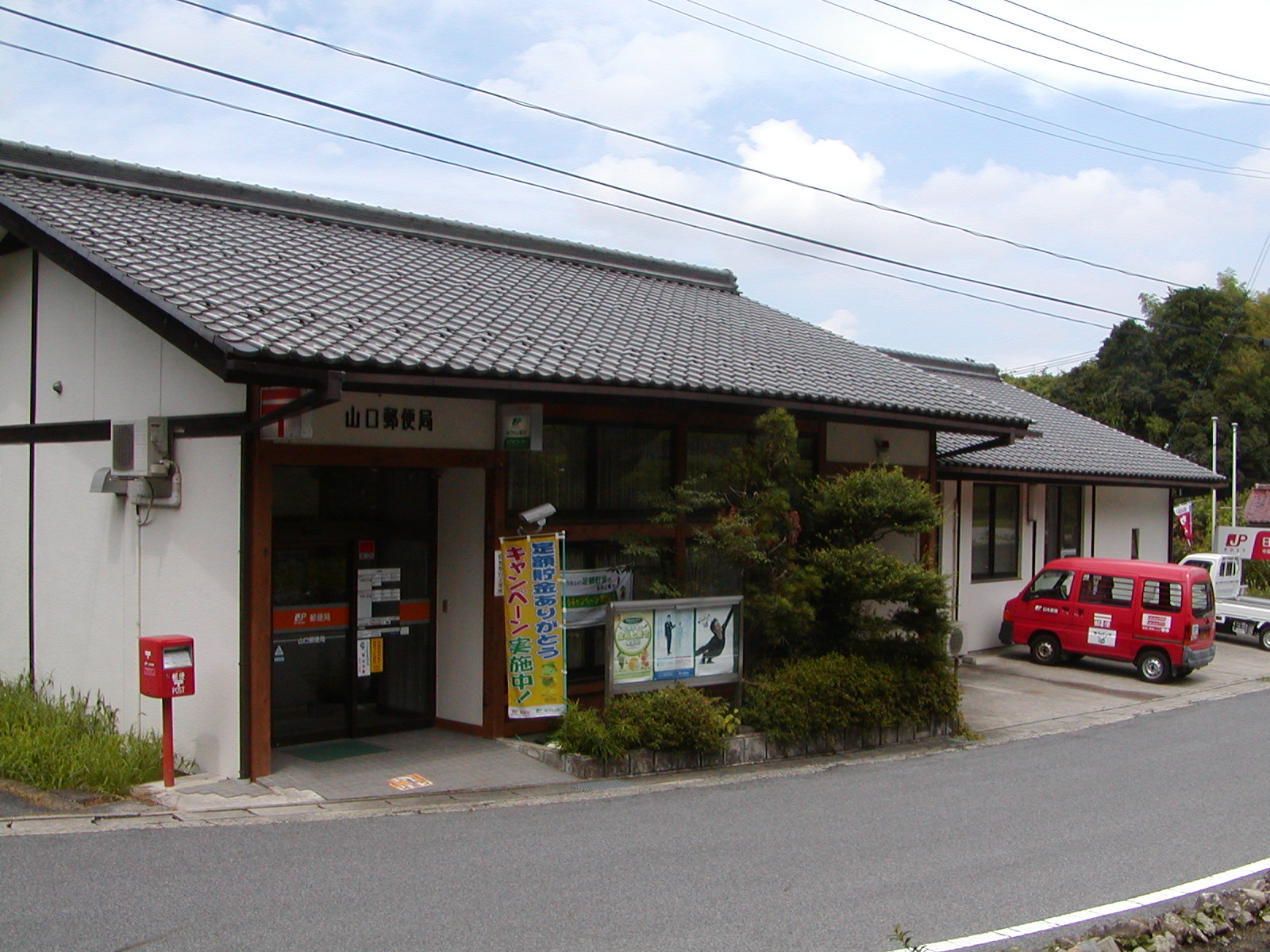
야마구치 우편국

야마구치 우편국(일본어: 山口郵便局 야마구치유빈쿄쿠[*])는 기후현 나카쓰가와시에 위치한 우체국이다.